# Olympische Winterspiele 1948/Militärpatrouille
Bei den V. Olympischen Winterspielen 1948 in St. Moritz fand zum letzten Mal ein Militärpatrouillenlauf als Demonstrationsbewerb statt. Der Militärpatrouillenlauf gilt als Vorgänger heutiger Wettkämpfe im Skibergsteigen sowie vor allem des Biathlon. Der Wettbewerb wurde als Mannschafts-Langlauf mit Schießeinlagen durchgeführt. Acht Nationen stellten eine Mannschaft.

## Militärpatrouillenlauf vs. Winter-Pentathlon
Ebenso wie im Winter-Pentathlon setzte sich auch das Teilnehmerfeld bei der Militärpatrouille ausschließlich aus Militärangehörigen zusammen. Der Winter-Pentathlon kämpfte in direkter Konkurrenz zum Militärpatrouillenlauf um die Aufnahme ins offizielle Programm der Olympischen Winterspiele, vermochte aber weder die Funktionäre noch das Publikum zu überzeugen. Der Militärpatrouillenlauf wurde in den folgenden Jahren auch für nicht einem Militär angehörige Athleten geöffnet und begann sich zum rein sportlichen Biathlonsport zu entwickeln. Das IOC erkannte 1954 Biathlon als eigene Sportart an und ließ alle Pläne bezüglich eines modifizierten Winter-Pentathlons als olympische Disziplin fallen. 1952 und 1956 waren weder der Patrouillenlauf noch der Winter-Pentathlon im olympischen Programm.

## Biathlon als neuer olympischer Wettbewerb
1960 war Biathlon zum ersten Mal zunächst mit einer Disziplin, dem 20-km-Einzelwettkampf für die Männer, im olympischen Angebot vertreten. Mit den Jahren wurde die Sportart immer attraktiver, sodass weitere Biathlon-Disziplinen ins Programm kamen und bei Olympischen Spielen ab 1992 auch Frauen in dieser Sportart teilnehmen konnten, nachdem es 1984 erstmals Biathlon-Weltmeisterschaften für Frauen gegeben hatte.

## Regeln
Der Militärpatrouillenlauf war ein Mannschaftswettbewerb. Ein Team absolvierte einen Langlaufkurs mit einer Schießübung, eine Mannschaft bestand aus vier Läufern.
Es wurde die Gesamtlaufzeit gewertet abzüglich einer Zeitgutschrift für erfolgreiches Schießen. Beim Schießen war immer das Dreierteam einer Nation beisammen, jeder Teilnehmer schoss einzeln seine Serie, und zwar liegend aufgelegt, wobei der Karabiner aufgeschnallt blieb. Das Gesamtgewicht der Gewehre mit Munition betrug 30 kg, das bedeutete 10 kg pro Mann, was aber beliebig verteilt werden konnte. Jeder Schütze hatte drei Schüsse, konnte auf neun Minuten Gutschrift kommen: für einen Treffer mit dem ersten Schuss gab es drei Minuten Gutschrift, das reduzierte sich auf zwei Minuten beim zweiten und eine Minute beim dritten Schuss (somit keine Gutschrift, wenn es nur Nieten gab). Es galt, aus 150 m einen roten Ballon von 30 cm Durchmesser zu treffen. Wegen der großen Bedeutung guter Schießergebnisse für das Gesamtresultat legten alle Patrouillen beim Training viel Wert auf diese Disziplin und räumten ihr viel Zeit ein.

## Stellenwert des Militärpatrouillenlaufs

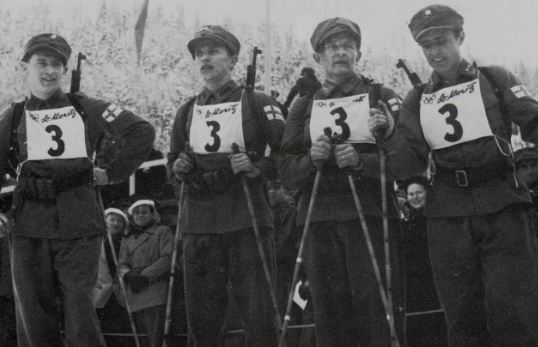
Das am Ende zweitplatzierte Team aus Finnland

Im Abschlussbericht des Schweizerischen Olympischen Komitees stand: „Der Patrouillenlauf wurde gegen den Willen des Kongresses des I. O. C. vom Herbst 1946 nachträglich ins Programm der V. Olympischen Winterspiele aufgenommen. Dies geschah erst im Juni 1947 in Stockholm. In der Schweiz hätte man es nie verstanden, wenn diese traditionelle militärsportliche Prüfung nicht im St. Moritzer Programm figuriert hätte. Das Verhältnis unter den acht Militär-Equipen war ein wirklich kameradschaftliches und geradezu herzliches. Wenn in einer Disziplin der olympische Geist zum Ausdruck kam, dann wirklich im Patrouillenlauf.“

## Medaillenspiegel
Anmerkung: Die Medaillen waren inoffiziell, die Wertung ging nicht in den offiziellen Medaillenspiegel der Spiele ein.
| Platz | Land     | Gold | Silber | Bronze | Gesamt |
| ----- | -------- | ---- | ------ | ------ | ------ |
| 1     | Schweiz  | 1    | –      | –      | 1      |
| 2     | Finnland | –    | 1      | –      | 1      |
| 3     | Schweden | –    | –      | 1      | 1      |

## Resultat
| Platz | Land             | Sportler                                                                 | Laufzeit (h) | Bonifikation (min) | Endzeit (h) |
| ----- | ---------------- | ------------------------------------------------------------------------ | ------------ | ------------------ | ----------- |
| 1     | Schweiz          | Robert Zurbriggen Heinrich Zurbriggen Vital Vouardoux Arnold Andenmatten | 2:39:25      | 5                  | 2:34:25     |
| 2     | Finnland         | Eero Naapuri Vilho Ylönen Mikko Meriläinen Tauno Honkanen                | 2:46:23      | 9                  | 2:37:23     |
| 3     | Schweden         | Edor Hjukström Holger Borgh Karl Gustav Ljungquist Fride Larsson         | 2:45:03      | 4                  | 2:41:03     |
| 4     | Italien          | Costanzo Picco Aristide Compagnoni Giacinto De Cassan Antenore Cuel      | 2:52:03      | 2                  | 2:50:03     |
| 5     | Frankreich       | Émile Paganon Marc Benoît-Lizon Ulysse Bozonnet Gilbert Morand           | 3:01:35      | 7                  | 2:54:35     |
| 6     | Tschechoslowakei | Vojtech Pavelica Karel Dvořák Jaroslav Šír Oto Skrbek                    | 3:16:26      | 6                  | 3:10:26     |
| 7     | Rumänien         | Ștefan Ionescu Constantin Vlădea Niculae-Cornel Crăciun Ion Kasky        | 3:24:24      | 8                  | 3:16:24     |
| 8     | USA              | Donald Weihs Stanley T. Walker Henry Lee Dunlap Lorentz Eide             | 4:38:58      | 3                  | 4:35:58     |

Datum: 8. Februar 1948, 8:00 Uhr
Bei den Schweizern musste der an Mumps erkrankte Füsilier Walter Imseng im letzten Moment durch den Gefreiten Vital Vouardoux ersetzt werden, der sich aber bestens in die Patrouille einfügte. Sie waren die ersten am Schießstand. Es kam die Meldung, dass statt der erwarteten neun nur fünf Minuten gutgeschrieben wurden.
Nach den Schweizern trafen die Franzosen ein. Zwei von ihnen benötigten zwei Schüsse, einer war schon beim ersten erfolgreich. Die Finnen konnten mit ihrer maximalen Zeitgutschrift auf 43 Sekunden an die Schweiz herankommen. Bei den Italienern traf nur der erste Soldat mit seinem zweiten Schuss. Die Tschechoslowaken ließen zwar einen Ballon stehen, doch die gute Schussleistung der zwei Kameraden brachte sechs Minuten Bonus. Anschließend war Schweden an der Reihe: der erste Schütze war erst mit dem dritten Schuss erfolgreich, der nächste schon im ersten Versuch, während der letzte nicht traf, womit es nur vier Minuten Gutschrift für Schweden gab. Eine Überraschung stellte Rumänien mit einer 8er-Gutschrift dar, während die US-Amerikaner mit Verspätung stark ermüdet ankamen und nur einer im ersten Schuss traf.
So führte die Schweiz vor Finnland, Schweden, Italien und Frankreich. In den abschließenden zehn Kilometern erbrachten die Schweizer eine starke Laufleistung. Zwar war – zumindest aus Sicht der Veranstalter und der Schweizer Fangemeinde – Gold erwartet worden. Dass aber gegenüber den Nordländern die läuferische Leistung derartig überlegen sein würde, war eine große Überraschung. Finnland war mit der Silbermedaille zufrieden, weil es noch eine junge Mannschaft hatte, zudem war einer der Läufer in der letzten Abfahrt gestürzt und ein Teammitglied in diesen hineingefahren. Der große Abstand der amerikanischen Equipe war darauf zurückzuführen, dass Donald Weihs während des Rennens einen Skibruch erlitt und die letzten acht Kilometer auf dem gebrochenen Ski zurücklegen musste.